# Melodifestivalen 1995
Melodifestivalen 1995 var den 35:e upplagan av musiktävlingen Melodifestivalen och samtidigt Sveriges uttagning till Eurovision Song Contest 1995.
Finalen hölls på Malmö musikteater i Malmö den 24 februari 1995, där melodin "Se på mig", framförd av Jan Johansen, vann genom att ha fått högst totalpoäng av jurygrupperna. För femte året i rad, dock totalt för tolfte gången, delades finalkvällen upp i två omgångar eftersom jurygrupperna röstade fram fem av de tio bidragen till en slutgiltig finalomgång. På grund av svagt startfält året innan beslöt sig televisionen för att tillsätta halva startfältet genom att bjuda in kompositörer på förhand, medan resterande halvan tillsattes genom en nationell inskickning av bidrag.
Se på mig fick sedan representera Sverige i ESC 1995 som arrangerades i Dublin på Irland den 13 maj 1995. 

## Tävlingsupplägg[1]
För femte året i rad, dock totalt sett för tolfte gången, hölls finalkvällen uppdelad i två omgångar. Inför tävlingen kunde som vanligt svenska folket skicka in bidrag till tävlingen, men på grund av föregående års svaga startfält beslöt sig televisionen för att dela upp finalfältet i två kategorier. Den ena kategorin bestod av halva startfältet som tillsattes genom det nationella inskicket av bidrag, medan den andra kategorin kom från fem inbjudna kompositörer eller kompositörsteam (Lasse Holm (ensam), Stephan Berg (ensam), Mikael Wendt och Christer Lundh (team), Peter och Nanne Grönvall (team) samt Bobby Ljunggren och Håkan Almqvist (team)). De som valdes ut på förhand hade alla haft med flest bidrag i festivalen mellan åren 1984 och 1994. Samtliga team/ensamma kompositörer hade rätt att samarbeta med flera kompositörer. Genom det nationella inskicket fick Sveriges Television in 600 bidrag där en jury sedan fick lyssna igenom och välja ut fem bidrag.
Bidraget "Joanna" blev diskvalificerat året innan p.g.a att demoartisten Tommy Nilsson inte ville vara med det året. Istället fick låten tävla det här året, dock med artisten Nick Borgen istället för Nilsson. Borgen deltog därmed för tredje året i rad som tävlande artist.

### Återkommande artister
| Artist                                                        | Tidigare år (med placering) (Melodifestivalen) | Tidigare år (med placering) (ESC) |
| ------------------------------------------------------------- | ---------------------------------------------- | --------------------------------- |
| Arvingarna                                                    | 1993 (1:a)                                     | 1993 (7:a)                        |
| Göran Rudbo (Duett med Ulrika Bornemark)                      | 19881 (3:a)                                    | –                                 |
| Lasse Lindbom (Del av kvartetten Lindbom, Bark, Ådahl, Stolt) | 1980 (10:a)                                    | –                                 |
| Monica Silverstrand (Duett med Tina Leijonberg)               | 1993 (5:a)                                     | –                                 |
| Nick Borgen                                                   | 1993 (2:a), 1994 (4:a)                         | –                                 |
| Simon Ådahl (Del av kvartetten Lindbom, Bark, Ådahl, Stolt)   | 19902 (1:a)                                    | 19902 (16:e)                      |
| Tina Leijonberg (Duett med Monica Silverstrand)               | 1993 (6:a)                                     | –                                 |
| Ulrika Bornemark (Duett med Göran Rudbo)                      | 19883                                          | –                                 |

1 1988 deltog Göran Rudbo som en del av gruppen Triple & Touch i duett med Lotta Engberg.

2 1990 deltog Simon Ådahl som en del av gruppen Edin-Ådahl.

3 1988 deltog Ulrika Bornemark som en del av gruppen All of a Sudden.

## Finalkvällen
Finalen av festivalen 1995 direktsändes i TV2 den 24 februari 1995 kl. 20.00–22.00 från Malmö musikteater i Malmö. Programledare var Pernilla Månsson och kapellmästare var Anders Berglund. Kören bestod av Elisabeth Melander, Margareta Nilsson, Staffan Paulsson och Robert Persson. Kåge Gimtell var producent för finalen, vilket han gjorde för femte och sista gången vid SVT i Malmö.
Då finalen hade samma upplägg som året innan gjordes heller inga direkta förändringar för att förnya eller förenkla konceptet. Precis som tidigare avgjordes det hela genom elva regionala jurydistrikt som alla representerade varsin svensk stad, från norr till söder. Det här året är det inte känt hur jurygrupperna såg ut (ålders-, köns- och yrkesindelning), utöver att varje jury bestod av tio personer.
Från början fick de tio bidragen framföras, varpå de elva jurydistrikten röstade i en sluten omröstning om vilka fem bidrag som skulle gå till finalomgången. Därefter meddelades det vilka fem bidrag som gått vidare, varpå juryrösterna nollställdes. De resterande fem bidragen som ej gått vidare, fick dela på sistaplatsen (sjätte plats). Under den andra omgången röstade jurygrupperna synligt. Varje jurygrupp gav 8 poäng till sin favoritlåt, 6 poäng till sin tvåa, 4 poäng till sin trea, 2 poäng sin fyra och 1 poäng till sin femma. Alla bidragen belönades därmed med minst en poäng per jurygrupp.
Anmärkningsvärt är att det var totalt fyra ballader som tävlade det här året, varav tre stycken tog sig vidare till den andra tävlingsomgången. "Himmel på vår jord" var den enda balladen som inte gick vidare. Det kan också tilläggas att tre av de fem inbjudna kompositörernas låtar hamnade på första, andra och tredje plats.

### Första omgången

#### Startlista
Nedan listas bidragen i startordning i den första omgången. Bidrag med beige bakgrund tog sig till andra omgången.
Resterande låtar placerade sig på delad sjätte plats. Med joker menas specialinbjuden låt.
| Nr | Artist                         | Låt                     | Upphovsmän (Text & musik)                                           | Anmärkning        |
| -- | ------------------------------ | ----------------------- | ------------------------------------------------------------------- | ----------------- |
| 1  | Ulrika Bornemark & Göran Rudbo | Jag tror på dig         | Dan Bornemark (tm), Ulrika Bornemark (t)                            | Utslagen          |
| 2  | Jessica G. Pilnäs              | Jag ger dig allt        | Christer Lundh (t), Mikael Wendt (m)                                | Till Final, Joker |
| 3  | Paula Åkesdotter-Jarl          | Om du inte tror mig     | John Ekedahl (tm)                                                   | Till Final        |
| 4  | Jan Johansen                   | Se på mig               | Ingela 'Pling' Forsman (t), Bobby Ljunggren (m), Håkan Almqvist (m) | Till Final, Joker |
| 5  | Björn Hedström                 | Du är drömmen jag drömt | Anders Börjesson (tm)                                               | Utslagen          |
| 6  | Arvingarna                     | Bo Diddley              | Lasse Holm (tm), Gert Lengstrand (t)                                | Utslagen, Joker   |
| 7  | Leijonberg & Silverstrand      | Himmel på vår jord      | Per Andréasson (tm)                                                 | Utslagen          |
| 8  | Nick Borgen                    | Joanna                  | Stephan Berg (tm)                                                   | Utslagen, Joker   |
| 9  | Cecilia Vennersten             | Det vackraste           | Nanne Grönvall (tm), Maria Rådsten (t), Peter Grönvall (m)          | Till Final, Joker |
| 10 | Lindbom, Bark, Ådahl & Stolt   | Följ dina drömmar       | Per Andréasson (tm), Anders Dannvik (tm)                            | Till Final        |

### Andra omgången

#### Poäng och placeringar
| Nr | Låt                 | Luleå | Örebro | Umeå | Norr- köping | Falun | Karl- stad | Sunds- vall | Växjö | Stholm | Gbg | Malmö | Summa | Plac. |
| -- | ------------------- | ----- | ------ | ---- | ------------ | ----- | ---------- | ----------- | ----- | ------ | --- | ----- | ----- | ----- |
| 2  | Jag ger dig allt    | 6     | 6      | 4    | 4            | 2     | 8          | 2           | 6     | 2      | 1   | 4     | 45    | 3     |
| 3  | Om du inte tror mig | 1     | 4      | 1    | 1            | 8     | 4          | 1           | 1     | 6      | 2   | 2     | 31    | 4     |
| 4  | Se på mig           | 8     | 8      | 6    | 2            | 6     | 6          | 6           | 4     | 4      | 8   | 6     | 64    | 1     |
| 9  | Det vackraste       | 2     | 1      | 8    | 6            | 4     | 2          | 8           | 8     | 8      | 6   | 8     | 61    | 2     |
| 10 | Följ dina drömmar   | 4     | 2      | 2    | 8            | 1     | 1          | 4           | 2     | 1      | 4   | 1     | 30    | 5     |

- Tittarsiffror: 3 620 000 tittare.[3]

### Juryuppläsare
- Luleå: Anita Lovén
- Örebro: Anneli Mensin
- Umeå: Anita Färingö
- Norrköping: Larz-Thure Ljungdahl
- Falun: Arne Jacobsson
- Karlstad: Ulf Schenkmanis
- Sundsvall: Maritta Selin
- Växjö: Håkan Sandberg
- Stockholm: Sune Kempe
- Göteborg: Gösta Hanson
- Malmö: Ingvar Ernblad

## Eurovision Song Contest
Irland hade gjort det historiska året innan då de vann på hemmaplan och därmed tog hem segern för tredje året i rad. Trots att de hade stått värd året innan kunde man arrangera det här året och förlade därför tävlingen till Dublin den 13 maj 1995. Irlands nationella TV-bolag som arrangerade hela tävlingen, Raidió Teilifís Éireann (RTÉ), bad på förhand om tillstånd från EBU att få slippa arrangera festivalen en fjärde gång om "olyckan" nu skulle vara framme, dvs. ifall att de skulle vinna det här året också.
Efter både Sovjetunionens och Jugoslaviens fall i början av detta decennium stod det från början klart att de stater som nu bildats i dessa forna unioner ville vara med och tävla. Eftersom trycket var hårt beslöt EBU att skärpa till reglerna hårt så att man inte skulle få allt för många tävlande länder per år. Likt föregående år sattes gränsen till tjugofem länder, vilket innebar att de länder som placerat sig sämst året innan (Estland, Finland, Litauen, Nederländerna, Rumänien, Schweiz och Slovakien) inte fick deltaga det här året till förmån för Belgien, Danmark, Israel, Slovenien och Turkiet, som fick avstå 1994 års festival. Tjugotre länder kom till starten.
Sverige tävlade som nummer arton (av tjugotre länder) och slutade efter juryöverläggningarna på tredje plats med 100 poäng. Vinsten gick till Norge (med gruppen Secret Garden och låten "Nocturne") som vann med hela 148 poäng. Tjugonio poäng efter, totalt 119 poäng, slutade Spanien på andra plats. Värdlandet, som inte ville vinna det här året, slutade på fjortonde plats med 44 poäng. Tyskland blev allra sist med bara en poäng (från Malta). Både Polen och Ryssland, som slutat högt året innan, floppade det här året när de hamnade i den bakre delen av slutresultatet.

### Fotnoter
1. ↑  ”Melodifestivalen 1995”. Sveriges Television. Arkiverad från originalet den 18 april 2013. https://archive.is/20130418111654/http://www.svt.se/melodifestivalen/ommelodifestivalen/melodifestivalen-1995. Läst 24 oktober 2012.
2. ↑  Bolander, Mattias (22 september 2010). ”Bidragsrekord för Melodifestivalen 2011”. Poplight. Arkiverad från originalet den 11 januari 2014. https://web.archive.org/web/20140111171023/http://poplight.zitiz.se/artikel/bidragsrekord-foer-melodifestivalen-2011. Läst 17 april 2012.
3. ↑  ”MMS Månadsrapport” ( PDF). Mediamätning i Skandinavien. sid. 5. Arkiverad från originalet den 19 februari 2017. https://web.archive.org/web/20170219104321/http://mms.se/wp-content/uploads/_dokument/rapporter/tv-tittande/manad/2002/M%C3%A5nadsrapport_2002-05.pdf. Läst 18 februari 2017.